# Silvius algirus
Silvius algirus är en tvåvingeart som beskrevs av Johann Wilhelm Meigen 1830. Silvius algirus ingår i släktet Silvius och familjen bromsar. Inga underarter finns listade i Catalogue of Life.